# Realismo político
O realismo político, a abordagem teórica mais tradicional da Ciência Política e, posteriormente, das Relações Internacionais, articula-se em torno de dois conceitos-chave — o poder e o conflito — e identifica a natureza humana como egoísta, predatória e propensa à conquista.
Abrange diversas teorias baseadas no pressuposto de que os indivíduos são primordialmente movidos pelo desejo de poder e segurança. Na busca do próprio interesse, os indivíduos acabariam por organizar-se em Estados, os quais também agiriam na busca do próprio interesse nacional, igualmente definido em termos de poder, tanto militar quanto econômico. No contexto de um sistema internacional anárquico (sem um governo ou parâmetros regulatórios das relações) e inseguro, cada um desses Estados deveria então tratar de conter os demais, procurando manter um certo equilíbrio de poder, de modo a minimizar a insegurança ligada a ameaças externas.
Segundo alguns autores, o realismo nas Relações Internacionais contrapõe-se ao idealismo e tem sido dominante sobretudo entre os acadêmicos norte-americanos, embora também conte com importantes expoentes na Europa e na América Latina.

## Origens
A noção de equilíbrio de poder, um dos pilares da teoria realista clássica das Relações Internacionais do século XX, tem suas origens na obra do historiador grego Tucídides (ca. 460 a.C.–ca. 400 a.C.), A Guerra do Peloponeso, um relato da guerra entre as cidades-estado de Esparta (regime autoritário) e Atenas (democracia direta). Nessa guerra, que durou 30 anos, ambas as cidades foram destruídas. No âmbito das Relações Internacionais discutem-se as causas dessa guerra em que duas potências mais ou menos equilibradas que desconfiam uma da outra. Atenas queria expandir o seu domínio, pois era imperialista. A obra de Tucídides aborda o funcionamento do mecanismo do equilíbrio de poder, demonstrando as interações e choques entre as cidades gregas.
Segundo as concepções do realismo hobbesiano não há forma de se evitar a guerra porque os Estados estão em Estado de Natureza. Como entidades soberanas, não são submetidos a uma autoridade superior ou a princípios capazes de regular as relações internacionais. O cenário internacional seria, portanto — segundo a análise realista — anárquico, assemelhando-se ao Estado de Natureza de Thomas Hobbes, e a ordem internacional resultaria da dinâmica de competição e choque entre Estados. Mediante um processo de contenção e dissuasão mútuas entre os diferentes Estados produz-se uma condição de estabilidade, evitando-se a ocorrência de guerras constantes. O objetivo seria a estabilidade e não a paz, que é percebida como um objetivo utópico.
Maquiavel (século XV) escreve O Príncipe, 25 ensaios em forma de carta, onde conclui-se que os “fins justificam os meios” e, por isso, é preciso utilizar a força quando necessário.
Thomas Hobbes diz que os Estados entre si vivem num Estado de Natureza pois lutam para realizarem os seus objetivos (interesses) nacionais. Defende que o Homem está dividido entre desejo e Razão. Dificilmente controlado, o Homem é dominado pelo desejo e a Razão ajuda a controlar esse desejo. O Estado de Natureza pode ser controlado por “Leviatã” (nome do seu livro mais famoso) que é a autoridade. No interior do Estado há uma autoridade que mantém as relações pacíficas entre as pessoas. Segundo Hobbes, nas Relações Internacionais não há “Leviatã”, não há autoridade acima dos Estados.
Carl von Clausewitz, general alemão do início do século XIX, escreve “Sobre a Guerra” onde refere que “A guerra é a continuação da política por outros meios”. Escreve que há aqueles que mandam e aqueles que obedecem e que a guerra é um meio para se conseguir obediência, tentativa de se estabelecer essa relação de poder, mas por meio da violência generalizada. “A guerra é um acto Humano”.
Reinhold Niebuhr, um padre protestante, escreve “Homem moral e sociedade imoral”, ainda antes da II Guerra Mundial. Tenta-se que a sociedade seja organizada segundo valores morais. Escreve também “Ironia da história Norte-americana” onde diz que a verdadeira razão para a política externa americana são os interesses dos EUA.
Nicholas John Spykman, de certa forma o pai da OTAN, é autor do livro “Estratégia Norte-americana na Política Internacional”, de 1942, onde se pode ler que a luta entre Estados é mais ao nível do espaço (território, petróleo, …) para se tornarem mais fortes.
Hans Morgenthau, um dos principais teóricos, fundou uma escola sobre política internacional chamada “Power Politics” que é posteriormente seguida por vários políticos norte americanos. Afirma que conquistar é exercer poder. Os Estados lutam pelo interesse nacional ligado aos três elementos centrais do Estado: território, população e governo. Assim, preservar a integridade territorial e assegurar o bem-estar da população são os objectivos principais dos Estados. Morgenthau disse que há uma constante competição pelo poder entre Estados para garantir a segurança e manutenção do território. Assim, os Estados vivem em Estado de Natureza. A confiança entre Estados traduz-se numa cooperação prolongada, uma interrupção da guerra que pode durar mais ou menos tempo. Deve-se procurar o equilíbrio entre os Estados. Após o desaparecimento da URSS, os EUA tornaram-se na única super potência mundial.
Raymond Aron, francês intelectual, autor de “Paz e guerra entre Nações”, parte do mesmo pressuposto de todos os realistas. O seu pensamento tem dois elementos distintos mais importantes:
- Não há lei no mundo que regule as Relações Internacionais, mas há muitas convenções (no entanto, nenhuma delas tem a força de uma lei no interior dos Estados. Existe um Tribunal Internacional que faz parte da ONU que funciona como uma comissão de arbitragem e não como um tribunal. Os Estados que o fundaram não lhe conferiram o poder de um tribunal. Este apenas ouve ambas as partes e dá o seu parecer (opina sobre os conflitos entre Estados). Sendo assim, Raymond Aron diz que não há leis internacionais. A Carta das Nações Unidas é uma espécie de Constituição Mundial que defende que é proibida a utilização de força entre os Estados. A ONU pode utilizar a força de um Estado atacar o outro [reformular sentença] (ex. de Saddam Hussein quando atacou o Kwait). Este pressuposto já foi violado inúmeras vezes e a ONU não pôde fazer nada. O Tribunal de Justiça da UE só julga Estados do território da UE. Tribunal Europeu dos Direitos do Homem, organismo onde cidadãos de países membros da UE se podem queixar (no Tribunal Internacional só os Estados se podem queixar e não os cidadãos individualmente)
- Livre recurso à força: só o Conselho de Segurança pode dizer se há agressão ou não. Em Portugal, quem decide se há guerra é o Presidente Da República, chefe das forças armadas. A GNR é comandada pelo Primeiro-ministro.